# Leucobryum seemannii
Leucobryum seemannii är en bladmossart som beskrevs av Mitten in Seemann 1873. Leucobryum seemannii ingår i släktet Leucobryum och familjen Dicranaceae. Inga underarter finns listade i Catalogue of Life.